# Европейский тур UCI 2023
Европейский тур UCI 2023 года — девятнадцатый сезон Европейского тура UCI.
В течение сезона очки начисляются лучшим гонщикам по итогам многодневных и однодневных гонок, а также за места на этапах многодневок. Количество начисляемых очков зависит от категории гонки:
- Многодневные гонки: 2.1, 2.2, 2.1U и 2.2U
- Однодневные гонки: 1.1, 1.2, 1.1U и 1.2U

Также очки начисляются за места, занятые в гонках Чемпионата Европы по шоссейному велоспорту (категория CC).

## Календарь
Список тура составил 214 гонок. Соревнования проходили с января по октябрь 2023 года.